# اندام وتری گلژی
اندام وتری گلژی (به انگلیسی: Golgi tendon organ) گیرنده‌هایی هستند که حاوی کپسول بوده و در وَتَر (تاندون) عضلات وجود دارند. اندامهای وتری گلژی همانند گیرنده‌های دوک عضلانی به عنوان گیرنده‌های کششی عضلات محسوب می‌شوند. فیبر عصبی اندام وتری گلژی از نوع Ib است. این فیبر عصبی قطور بوده ولی نسبت به Ia (فیبر عصبی پایانه اولیه دوک عضلانی) اندکی کوچکتر است. به‌طور متوسط ۱۰ تا ۱۵ فیبر عضلانی معمولاً به‌طور سری(In series) به هر اندام وتری گلژی متصل شده‌اند.
اندامهای وتری گلژی نوع خاصی از گیرنده‌های مکانیکی هستند که در عضلات مخطط، بیشتر به تغییر قوام یا تون عضلانی حساس هستند و این تغییرات را به دستگاه عصبی مرکزی گزارش می‌دهند. اطلاعات حاصل از این گیرنده‌ها بیشتر به نخاع، مخچه و قشر مغز جهت کنترل بیشتر و دقیق تر اعمال حرکتی انتقال می‌یابد.

## نقش اندامهای وتری گلژی
این گیرنده‌ها بیشتر به افزایش قوام و تانسیون عضلانی واکنش نشان می‌دهند و به شدت تحریک می‌شوند. تحریک اندامهای وتری گلژی(GTO) در پی افزایش تانسیون عضله، باعث تحریک فیبرهای حسی گروه Ib می‌گردند و زمانی که این تحریکات به میزان بالایی شدت یابد، از تانسیون بیشتر عضلات جلوگیری می‌کنند. در واقع عضله‌ای که میزان تانسیون آن افزایش یافته‌است، در نخاع مهار می‌گردد. این فرایند که باعث مهار همان عضله می‌شود، جهت محافظت و جلوگیری از آسیب عضلانی ضروری است.

## رفلکس کششی معکوس یا مهار اتوژنیک
تحریک گیرنده‌های وتری گلژی که باعث ایجاد جریان عصبی در فیبرهای حسی Ib می‌گردد، در جهت مهار همان عضله وارد عمل می‌شود که این حالت عکس رفلکس کششی به علت تحریک Ia از دوک عضلانی است؛ به همین دلیل به اثر تحریک Ib رفلکس کششی معکوس یا مهار اتوژنیک می‌گویند.
در مهار اتوژنیک، نورون‌های واسطه ای در نخاع جهت مهار نورون‌های حرکتی همان عضله و تحریک نورون‌های حرکتی عضلات مقابل نقش دارند.

## رابطه انقباض و کشش عضلانی با تحریک اندام وتری گلژی
- انقباض عضله. هنگامی که انقباض عضلانی به کاهش طول می‌انجامد، بخش وتری یا تاندونی عضله کشیده می‌شود که باعث تحریک بیشتر اندام‌های وتری گلژی شده و متناسب با کشش ایجاد شده، پیام‌های زیادی از طریق فیبرهای حسی Ib به نخاع ارسال می‌گردد.نتیجه ارسال این پیام‌ها به دستگاه عصبی به خصوص در زمان‌هایی که تانسیون عضله به میزان زیادی افزایش می‌یابد، مهار عضله مربوطه جهت جلوگیری از آسیب خواهد بود.
- کشش عضله. اگر کشش عضلانی به صورت آرام و نگه داشته شده اعمال گردد، حساسیت اندام وتری گلژی نسبت به گیرنده‌های دوک عضلانی بیشتر بوده و با تحریک زیاد Ib، عضله تحت کشش مهار می‌گردد. بدین ترتیب، عضله مربوطه می‌تواند تحت کشش بیشتری نیز قرار گیرد.